# Full Auto
Full Auto är ett racingspel utvecklat av Pseudo Interactive och publicerat av Sega. Spelet innehåller förstörbara miljöer och (i vissa race) ett spelsätt kallad Unwreck som spolar tillbaka tid om spelaren gör ett misstag och vill pröva igen. Uppföljaren Full Auto 2: Battlelines utvecklades exklusivt till Playstation 3 och Playstation Portable.

## Fordon
I spelet finns det fyra bilklasser. Varje klass har sina förmågor, styrkor och svagheter. Det finns Klass A, som är snabba men har dålig hållbarhet. Klass B har en lagom hastighet och ganska bra hållbarhet. Den långsamma klassen med hög hållbarhet är Klass C. Klass S är den ultimata klassen där fordonen är väldig kraftiga, snabba och hållbara. När man spelar genom Career Mode kan man låsa upp fordon och banor för sitt arkadspel. Man kan också låsa upp olika färger för bilarna och skräddarsy dem. När man kör online är alla bilar tillgängliga även om man inte låst upp alla bilar i Career Mode, men vapnen är inte tillåtna på Xbox Live förrän spelaren låst upp dem i Career Mode.

## Vapen
Vapnen i Full Auto är monterade på bilarna och har oändlig ammunition, men kräver avsvalning om de skjuts för snabbt. Vapnen blir aktiva och skjutbara efter 10 sekunder i spelet. Vapeninställningar finns i tre varianter: frontmonterad, bakmonterad och variabel (bak- och frammonterad). Vapnen har också förmågan att ändra nivåer vilket ökar skadan. Nivåavståndet är från 1 till 3 där 3 är högst. Den enda nackdelen med att öka en vapnens nivå är att minska det andra vapnet i nivå. Till exempel bakmonterade granater kan uppgraderas till nivå 3, men de frammonterade hagelgevären minskas till nivå 1. Det här hjälper att balansera främre och bakdelsvapnens stryka, så att ingen bil kan dominera en annan. Man kan bara uppgradera vapnen när man har klarat "Speed Kills "-nivån i Career Mode. Nivå 3-vapnen är särskilt till stor hjälp när man spelar online.

## Trivia
- Magnus påminner om Porsche Cayenne S, Honcho påminner om den modifierade Cadillac Escalade ESV, Jupiter påminner om Chevrolet Bel Air, Ardent påminner om Audi TT, Vulcan påminner om Dodge Challenger från 1970, Kodiak påminner om Dodge Ram SRT 10, Python påminner om Chevrolet Impala, Roughneck påminner om Hummer H2 och Outlaw påminner om NASCAR-versionen av Ford Taurus. Opulent är baserad på Jaguar S-Type. Warlord  påminner om Batmobilen och är hänvisad till som Nube-Zilla av vanliga onlinespelare som många nya spelare väljer att köra på grund av dess utseende.

## Liknade spel
- Auto Assault
- FlatOut: Ultimate Carnage
- Rock N' Roll Racing
- Twisted Metal
- UpShift StrikeRacer
- Vigilante 8